# Kepler-62 d
 (juin 2025).
Kepler-62 d est une exoplanète de type Neptune chaud en orbite autour de la naine orange Kepler-62, située à environ 981,32 années-lumière de la Terre.

## Caractéristiques physiques
L'exoplanète se distingue par sa masse faible de 0,044 MJ, son rayon compact de 0,17 RJ et sa température élevée de 510 K.

## Orbite
Elle orbite à 0,12  unité astronomique de son étoile, une distance comparable à celle de Vénus dans le système solaire.

## Découverte
L'exoplanète a été découverte par la méthode des transits en 2013.

## Habitabilité
Les conditions d'habitabilité de cette exoplanète ne sont pas déterminées ou ne sont pas connues.